# Église Notre-Dame-des-Grâces de Pesaro
Notre-Dame-des-Grâces (en italien : Santa Maria delle Grazie) est une église catholique romaine et un oratoire situé sur la via San Francesco à Pesaro, de la région des Marches, en Italie.

## Histoire
L'église a été commandée par l'ordre des Servites qui en 1233 occupait un couvent à côté de l'église. Puis le site a été cédé à l'ordre des Franciscains, qui a construit l'église consacrée et dédiée à saint François d'Assise en 1359. En 1922, l'église San Francesco a changé de nom pour devenir le sanctuaire de la Madonna delle Grazie, lorsque l'image vénérée de la Vierge des Grâces a été amenée dans l'édifice depuis l'église des Servites. 

## Architecture

### Extérieur
Le portail de marbre a été construit entre 1356 et 1373. En 1503, pendant le siège de la ville par César Borgia, le campanile a été détruit. Dans les années 1600, l'église a fait l'objet d'une reconstruction avec l'actuelle façade en brique. 
Au cours du XVIIIe siècle l'édifice est restructuré selon les tendances de l'architecture baroque tardive conservant de l'église originale le portail et certaines structures porteuses.

### Intérieur
L’intérieur de l'église comporte trois nefs et des tombes médiévales, des fresques détachées et la toile de Sainte Ursule de  Palma il Giovane. L'église contient le monument funéraire de la bienheureuse Micheline de Pesaro (morte en 1356), commandé par Pandolfo II Malatesta, après qu'il a été sauvé d'un naufrage, ainsi que celui de Paola Orsini, la seconde épouse de Pandolfo II Malatesta, morte en 1371. L'église contient des traces de fresques des XIVe – XVe siècles, et abritait des retables de Timoteo Viti, Federico Barocci, et Giovanni Giacomo Pandolfi ainsi que, jusqu'en 1797, celui de Pesaro de  Giovanni Bellini.